# Quentin Jammer
Quentin Tremaine Jammer (19 de juny del 1979, Angleton, Texas) és un exjugador de futbol americà que jugà com a defensor lateral. Va iniciar la seva carrera professional el 2002, va jugar 10 temporades amb l'equip de la NFL San Diego Chargers, i després una temporada amb els Denver Broncos.